# Heinz Feldmann

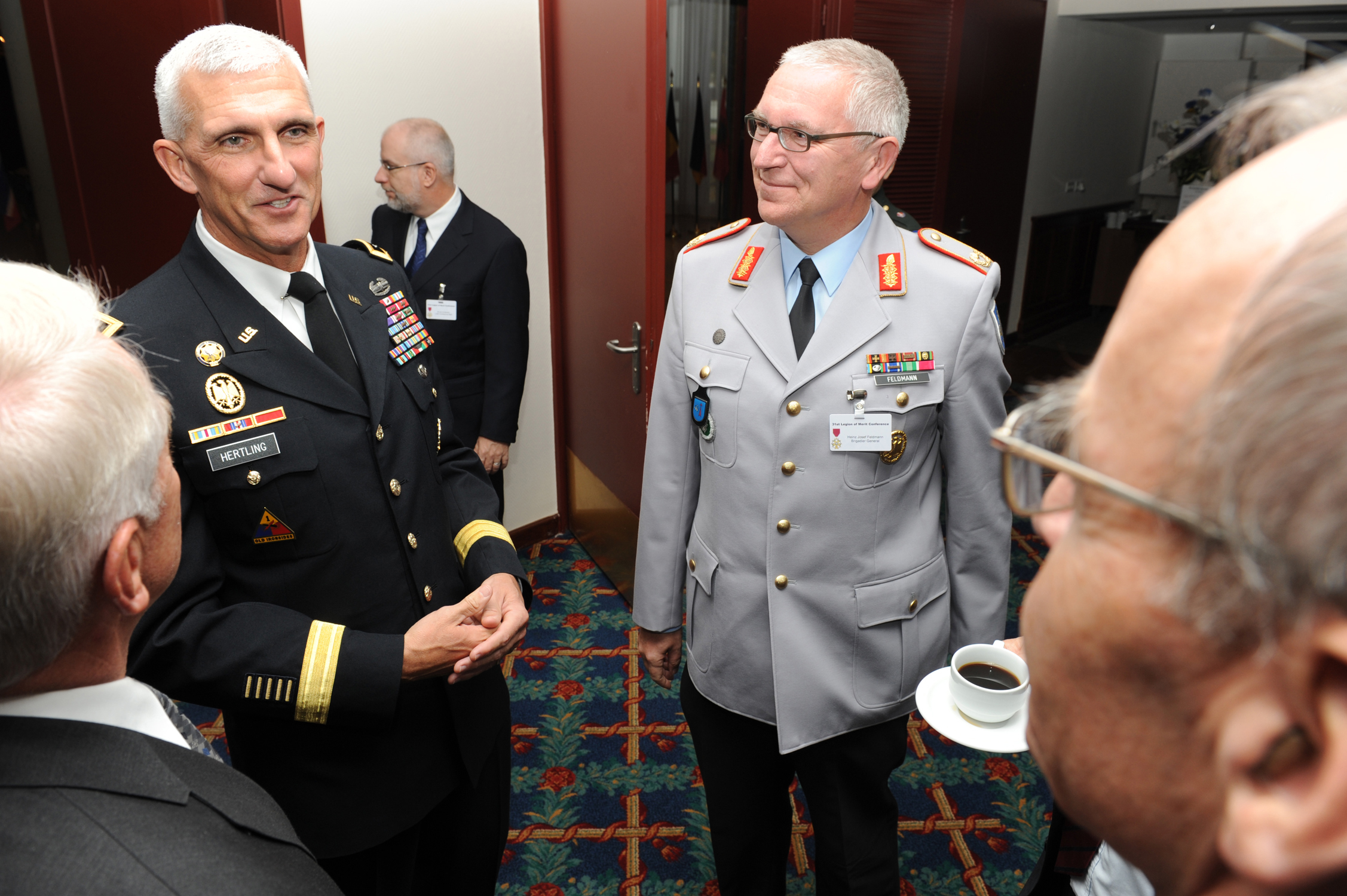
Heinz Feldmann und Lt. Gen. Mark Hertling im Oktober 2011

Heinz Josef Feldmann (* 20. Februar 1960 in Hachen) ist ein deutscher Brigadegeneral außer Dienst des Heeres der Bundeswehr und war vom Oktober 2018 bis April 2025 Stellvertretender Kommandeur des Ausbildungskommandos in Leipzig.

## Militärische Laufbahn

### Ausbildung und erste Verwendungen
1979 trat Feldmann als Offizieranwärter bei der Raketenschule der Artillerie in Geilenkirchen in den Dienst der Bundeswehr. Von 1980 bis 1983 absolvierte er an der Hochschule der Bundeswehr Hamburg ein Studium der Wirtschafts- und Organisationswissenschaften, welches er als Diplom-Kaufmann abschloss. Im Folgejahr bis 1984 absolvierte er verschiedene Offizierlehrgänge und wurde von 1984 bis 1986 schließlich als Zugführer beim Raketenartilleriebataillon 62 in Kellinghusen eingesetzt. Danach diente er ebenfalls als Zugführer in der Begleitbatterie 6 am selben Standort.
Von 1987 bis 1990 diente Hauptmann Feldmann als Batteriechef der 4. Kompanie des Beobachtungsbataillons 63 in Itzehoe. Im Anschluss daran wurde er nach Hamburg versetzt, wo er zunächst als Operations- und Ausbildungsoffizier (G3) im Stab der Panzergrenadierbrigade 17 diente. Von 1992 bis 1994 absolvierte Feldmann den 35. Generalstabslehrgang Heer an der Führungsakademie der Bundeswehr in Hamburg, wo er zum Offizier im Generalstabsdienst ausgebildet wurde.

### Dienst als Stabsoffizier
Nach Beförderung zum Major wurde Feldmann 1994 nach Koblenz versetzt, wo er bis 1996 als Operationsstabsoffizier (G3) im neuaufgestellten Heeresführungskommando unter dem Chef des Stabes, Brigadegeneral Klaus Frühhaber, diente. Während dieser Zeit lernte er Hans-Christoph Ammon kennen, der in derselben Abteilung diente und von dem er später das Kommando Spezialkräfte übernehmen sollte.
Von 1996 bis 1997 absolvierte Feldmann einen Lehrgang am Command and General Staff College in Fort Leavenworth, Kansas. Zurück in Deutschland übernahm er von 1997 bis 2000 in Veitshöchheim den Posten des Operationsstabsoffiziers und zugleich Chef des Stabes der Panzerbrigade 36 unter dem Kommando von Klaus Holländer.
Am 29. März 2000 übernahm Oberstleutnant Feldmann das Kommando über das Beobachtungspanzerartilleriebataillon 71 in Dülmen und führte dies bis zum 28. März 2002. Anschließend wurde er in das Bundesministerium der Verteidigung in Bonn versetzt, wo er vom 1. April 2002 bis zum März 2005 als Adjutant des Inspekteurs des Heeres unter Gert Gudera und Hans-Otto Budde, diente.
Zum 1. März 2005 erfolgte die Beförderung zum Oberst und die Versetzung nach Washington, D.C., wo Feldmann bis 2008 in der Deutschen Botschaft als Heeresattaché unter dem Verteidigungsattaché Hubertus von Puttkamer und den Botschaftern Wolfgang Ischinger und Klaus Scharioth diente.
Nach seiner Rückkehr aus den Vereinigten Staaten übernahm Feldmann 2009 den Posten des Referatsleiters Militärstrategische Grundlagen im Führungsstab der Streitkräfte (FüS III 2) im Bendlerblock in Berlin unter der Leitung des Stabsabteilungsleiters Militärpolitik, Karl Müllner.

### Dienst als General
Zum 30. September 2010 übernahm Feldmann schließlich von Hans-Christoph Ammon die Dienststellung des General Spezialkräfte und verbunden damit die Führung über das Kommando Spezialkräfte (KSK) in Calw. In dieser Funktion wurde er am 26. Januar 2011 zum Brigadegeneral ernannt. Am 27. März 2013 übergab Feldmann das Kommando des KSK an Dag Baehr. Von Juli 2013 bis Juli 2014 war er Sprecher der ISAF-Truppen der NATO in Afghanistan. Von August 2014 bis September 2018 war er  als Division Head Academic Planning & Policy am NATO Defense College in Rom eingesetzt, diesen Dienstposten übergab er an Brigadegeneral Rolf Wagner. Feldmann wurde, als Nachfolger von Brigadegeneral Hartmut Renk, zum 1. Oktober 2018 Stellvertretender Kommandeur des Ausbildungskommandos in Leipzig. Im April 2025 wurde er in den Ruhestand versetzt.

### Auszeichnungen
Feldmann wurde u. a. das Ehrenkreuz der Bundeswehr in Gold (2000) verliehen. Aufgrund seines Engagements für seinen ehemaligen Verband erhielt er im Rahmen des Übergabeappells am 27. März 2013 die Ehrennadel der Division Spezielle Operationen in Gold. Zudem überreichten ihm die Einsatzkräfte des KSK als erstem Kommandeur einen Siegelring. Diese Auszeichnung erfordert ein einstimmiges Votum aller Kommandosoldaten.

## Privates
Feldmann ist verheiratet und hat zwei Kinder.